# Gurgustio
Gurgustio o Gurgust (fl. VIII-VII secolo a.C.) fu un leggendario sovrano della Britannia, menzionato da Goffredo di Monmouth.
Era figlio di Rivallo e a lui successe Sisillio I.